# Fonetik
Fonetik er læren om sproglyd, dvs. hvilke lyde der anvendes i sprog, hvilke egenskaber disse lyde har, og hvordan de frembringes. Fonetik skelnes fra fonologi, der er studiet af lydsystemer og deres struktur. Indenfor fonetikken bruges betegnelsen fonem om den mindste betydningsadskillende enhed.
Fonetik beskæftiger sig med at beskrive de lyde, der findes på forskellige sprog. Artikulatorisk fonetik beskriver, hvordan sproglyd produceres, taleperception handler om, hvordan sproglyd processeres, og akustisk fonetik fokuserer på de egenskaber, som den lydbølge har, der produceres af en talende og opfattes af en lytter.

## Taleorganerne
Sproglyde kan frembringes på forskellige måder, alt efter hvordan taleorganerne placeres i forhold til hinanden. De vigtigste taleorganer er tungen, læberne, stemmelæberne og ganesejlet. Ganesejlet bestemmer, hvor meget af luften der passerer gennem næsen.
Stemmelæberne er et par hudflige, der sidder i luftrøret i strubehovedet. Når der kommer luft op igennem struben, frembringer stemmelæbernes svingninger en tone. Dette kaldes en stemt lyd. Det er lyde som i, m og n. Når stemmelæberne ikke er i svingninger under udtalen, kaldes det en ustemt lyd. Eksempler på ustemte lyde er s og b.
Klusiler eller lukkelyde er alle sproglyde, der dannes ved at en bestemt del af taleorganerne lukker af for luftstrømmen. Hvis dette gøres med læberne, kaldes det en labial. Dannes lyden ved at tungen presses mod forganen, kaldes det en dental. Lukkes ganesejlet mod bagtungen, kaldes det en velær lukkelyd. Hvis der ikke lukkes helt af for luftstrømmen, men dannes en indsnævring et sted under luftens passage gennem svælg og mund, kaldes det et hæmme.

## Skriftsprog og talesprog
Forholdet mellem skriftsprog og talesprog debatteres ofte indenfor lingvistik, da talesproget som regel ændrer sig hurtigere end skriftsproget. Indenfor nogle sprog har man valgt at holde fast i ældre staveformer, selv om ordene ikke længere udtales på samme måde. En begrundelse for dette kan være ønsket om at bevare en kulturarv, både rent sprogligt og litterært, da man mere problemfrit kan læse ældre litteratur, hvis retskrivningen ikke har ændret sig betydeligt siden den blev skrevet. En begrundelse for at ændre retskrivningen lige så hurtigt som udtalen kan være, at det er nemmere for skolebørn og fremmedsprogede at lære et sprog, hvis der er en tæt, logisk sammenhæng mellem udtale og stavemåde.
Danmark er et af de lande, der har holdt fast i gamle staveformer og derfor indeholder mange stumme bogstaver – f.eks. h'et i hjul og g'et i kærlighed – såvel som staveformer, der vidner om et ords oprindelse i et andet sprog – f.eks. endelsen -tion. I modsætning hertil har man i Norge valgt at gennemføre en reformation indenfor retskrivningen gennem indførelsen af nynorsk. Samtidig har man dog valgt at bibeholde den gamle stavemåde, bokmål, så man nu har to ligestillede officielle skrevne former indenfor norsk.